# 坂入健司郎
坂入 健司郎（さかいり けんしろう、1988年5月12日 - ）は、日本の指揮者、作曲家。神奈川県川崎市出身。

## 略歴
慶應義塾普通部、慶應義塾高等学校、慶應義塾大学経済学部卒業。
2008年、慶應義塾ユースオーケストラを結成。
2014年、より広く文化活動に貢献することを願い、慶應義塾ユースオーケストラを「東京ユヴェントス・フィルハーモニー」に変更。
2015年、マーラー交響曲第2番「復活」を指揮し好評を得たことから、かわさき産業親善大使に就任。同年MOSTLY CLASSIC誌「注目の気鋭指揮者」にも推挙される。
2018年、東京シティ・フィルハーモニック管弦楽団に初客演し「カルミナ・ブラーナ」を指揮する。マレーシア国立芸術文化遺産大学の客演など海外での活動も行う。
2020年、日本コロムビアの新レーベルOpus Oneよりシェーンベルク「月に憑かれたピエロ」をリリース。
2021年、愛知室内オーケストラへ客演、ブルックナー交響曲第3番を指揮し名古屋デビュー。同年8月、名古屋フィルハーモニー交響楽団に初客演し、ロシア・プログラムを指揮し脚光を浴びる。同公演への注目度は高く、指揮者の角田鋼亮・川瀬賢太郎・原田慶太楼らが見学に訪れている。
2022年、日本フィルハーモニー交響楽団へ客演し、サントリーホールデビューを果たす。
近年はアマチュア・オーケストラの指揮を中心に、精力的な活動を行う。

## 出演

### ラジオ
- JFN『Memories & Discoveries』「Classic Playlist」レギュラーリコメンダー

## ディスコグラフィ
- 月に憑かれたピエロ[4]
  - 月に憑かれたピエロ　作品21、空の幻想
  - レーベル：日本コロムビア【Opus One】
  - 規格品番：COCQ-85479
  - ジャンル：室内楽